# Jolanta Lipka
Jolanta Lipka (ur. 1965 w Warszawie, zm. 16 grudnia 2014 w Warszawie) – polska artystka fotograf, fotosistka. Prezes stowarzyszenia amazonek W damskim siodle.

## Życiorys
Jolanta Lipka, związana z warszawskim środowiskiem filmowym i fotograficznym, mieszkała i pracowała w Warszawie. Współpracowała (na niwie fotografii) z cenionymi fotografami z Nowego Jorku, takimi jak Rick Becker, David Bishop, Colin Cooke, Thaddeus Harden, Charlie Maraia. Szczególne miejsce w jej twórczości zajmowała fotografia portretowa – w dużej części znanych postaci ze świata filmu, teatru, muzyki; fotografia interesujących miejsc, interesujących przedmiotów oraz fotografia dokumentalna (fotosy) na planie filmowym. 
Jolanta Lipka była autorką i współautorką licznych wystaw fotograficznych – indywidualnych, zbiorowych oraz pokonkursowych, na których uzyskiwała nagrody, wyróżnienia, dyplomy, listy gratulacyjne – m.in. nagrody w Fotograficznych Mistrzostwach Polski (2001, 2002), nagrody w International Photo Art Exhibition w Wielkiej Brytanii (dwukrotnie) i wiele innych. Była prezesem stowarzyszenia amazonek W damskim siodle. W 2012 roku stowarzyszenia amazonek W damskim siodle wydało książkę Jolanty Lipki – Podstawy współczesnej jazdy konnej po damsku.  
Jolanta Lipka zmarła po ciężkiej chorobie w dniu 16 grudnia 2014 roku, pochowana została 22 grudnia na cmentarzu w Marysinie Wawerskim przy ulicy Korkowej.

## Wystawy indywidualne
- Portrety (Warszawa 2001)
- Fotosy filmowe (Regetów 2002)
- Barwy Tradycji (Warszawa 2009)[3]

Źródło

## Publikacje (książki)
- Podstawy współczesnej jazdy konnej po damsku (2012)[15] ISBN 978-83-925989-0-9